# 阿戈飛魚
阿戈飛魚，又稱鬚唇飛魚、燕鰩魚，俗名飛烏，為輻鰭魚綱鶴鱵目鶴鱵亞目飛魚科的其中一種。

## 分布
本魚分布於西北太平洋區，包括日本南部及台灣海域。

## 深度
水深0至20公尺。

## 特徵
本魚體延長，略側扁；吻短，小於眼徑；頭長小於背鰭起點至尾鰭上葉起點之間距；胸鰭甚長，具16至18枚軟條。第一及第二鰭條不分枝，第四鰭條最長，其末端達背鰭後部基底或更後方；腹鰭亦長，大於頭長，基底位於鰓蓋後緣至尾鰭下葉起點間中央之略後方，具6枚軟條，末端達臀鰭後部基底；背鰭與臀鰭對在於體後方，背鰭不高大，具10至12枚軟條，臀鰭起點在背鰭第二~四鰭條基底之下方；尾鰭深開叉，下葉長於上葉；側線低位，近腹緣；體被易脫落的大圓鱗，背鰭起點至側線有林7列，背鰭正中線上有鱗46至49枚。幼魚具高背鰭及一對短腭鬚。體背及頭上部藍黑色，體側下半部及腹部銀白色；胸鰭及腹鰭淡色半透明，未成年魚於此兩鰭上具若干小於瞳孔徑之黑斑；背鰭淡色，後部較黑；臀鰭無色，尾鰭一致暗色。體長可達46公分。

## 生態
為棲息在近海表層之擬外洋性種類，因具長胸鰭及腹鰭，是為四翅型飛魚，能在空中滑翔較遠。以浮游生物為食，產卵期在春季，產卵時會游向近岸，於流藻或漂流物下方產卵，卵為沉性，具纏絡絲，用以纏絡漂流物使卵不沉入海底，使仔魚得以孵化。其幼魚具一對小腭鬚，除作為漂流器官外並作索餌器官。

## 經濟利用
本魚在日本較具產業價值，尤其以八丈島產量為多，台灣亦偶而出現在冬季及春季，以流刺網及追逐網可捕獲，為食用魚，或作為鮪延繩釣餌料魚，尤以活餌為佳。

## 扩展阅读
維基物種上的相關：阿戈飛魚